# 王效宗
王效宗（？—？）為中國清朝官員，本籍盛京蓋平。他為漢軍正白旗，亦為官生。1687年由廣東肇慶知府調任福建分巡台灣廈門道。1691年因被控貪污解職，不久即病逝於台灣。
王效宗頗崇佛法，曾與臺灣總兵王化行鳩集檀越，將明鄭所建的北園別館改建為佛寺，並招僧侶至該處以傳教清修。該寺現仍留存，是為臺南開元寺。
| 前任： 周昌 | 福建分巡台灣廈門道 1687─1691 | 繼任： 高拱乾 |